# Thermonectus depictus
Thermonectus depictus är en skalbaggsart som beskrevs av Sharp 1882. Thermonectus depictus ingår i släktet Thermonectus och familjen dykare. Inga underarter finns listade i Catalogue of Life.